# Consorti dei sovrani di Tonga
Il seguente è un elenco dei consorti dei sovrani di Tonga. Uno dei re di Tonga, George Tupou V, non si sposò mai.

## Regno di Tonga
Casato di Tupou 
| Nome                        | Ritratto | Padre                                          | Nascita          | Matrimonio        | Divenne consorte                   | Cessò di essere consorte           | Morte            | Consorte         |
| --------------------------- | -------- | ---------------------------------------------- | ---------------- | ----------------- | ---------------------------------- | ---------------------------------- | ---------------- | ---------------- |
| Sālote Lupepau'u            |          | Tamatau'hala, Makamālohi                       | 1811             | 27 marzo 1834     | 4 dicembre 1845 ascesa del marito  | 18 febbraio 1793 morte del marito  | 8 settembre 1889 | George Tupou I   |
| Lavinia Veiongo Fotu        |          | 'Asipeli Kupuavanua Fotu                       | 9 febbraio 1879  | 1º giugno 1899    | 1º giugno 1899                     | 24 aprile 1902                     | 24 aprile 1902   | George Tupou II  |
| 'Anaseini Takipō            |          | Tēvita Ula Afuha'amango                        | 1º marzo 1893    | 11 novembre 1909  | 11 novembre 1909                   | 5 aprile 1918 morte del marito     | 26 novembre 1918 | George Tupou II  |
| Viliami Tungī Mailefihi     |          | Siaosi Tuku'aho                                | 1º novembre 1888 | 19 settembre 1917 | 5 aprile 1918 ascesa della moglie  | 20 luglio 1941                     | 20 luglio 1941   | Sālote Tupou III |
| Halaevalu Mata'Aho 'Ahome'e |          | Ahome'e, Manu-'o-pangai                        | 29 maggio 1926   | 10 giugno 1947    | 16 dicembre 1965 ascesa del marito | 11 settembre 2006 morte del marito | 19 febbraio 2017 | George Tupou IV  |
| Nanasipau'u Tuku'aho        |          | Sia'osi Tu'ihala Alipate Tupou, II barone Vaea | 8 marzo 1954     | 11 dicembre 1982  | 18 marzo 2012 ascesa del marito    | in carica                          | vivente          | Tupou VI         |